# Stefkowa
Stefkowa (ukrán nyelven: Стефкова) Lengyelország délkeleti részén, a Kárpátaljai vajdaságban, a Leskói járásban, Gmina Olszanicza község területén található település, közel a lengyel–ukrán határhoz. A járás központjától, Leskótól 11 kilométernyire keletre található, és a vajdaság központjától, Rzeszówtól 72 kilométernyire délkeleti irányban.

## Fordítás
Ez a szócikk részben vagy egészben  a   Stefkowa című angol Wikipédia-szócikk ezen változatának fordításán alapul.  Az eredeti cikk szerkesztőit annak laptörténete sorolja fel. Ez a jelzés csupán a megfogalmazás eredetét és a szerzői jogokat jelzi, nem szolgál a cikkben szereplő információk forrásmegjelöléseként.